# Радничка класа иде у рај
Радничка класа иде у рај (итал. La classe operaia va in paradiso) је италијански сатирични политички драмски филм из 1971. године у режији Елија Петрија. Петри је написао сценарио за филм заједно са италијанским сценаристом и новелистом Угом Пироом.
Радња филма прати Лудовика „Лулуа” Масу (Ђан Марија Волонте), радника у фабрици који након несреће на раду у којој губи прст постаје радикализован. Поставу филма још чине: Маријанђела Мелато, Ђино Перниче и Луиђи Диберти. Филм је имао своју премијеру у италијанском градићу Порета Терме на Међународној изложби слободног филма (итал. Mostra Internazionale del Cinema Libero) 1971. године. Реакције критичара су биле подељене, али је филм уживао велику популарност код италијанске гледалачке публике. Филм је имао своју националну премијеру на двадесет и петом годишњем Канском филмском фестивалу где је освојио Златну палму, главну награду фестивала.
Данашње рецензије филма су скоро универзално позитивне, и Радничка класа иде у рај се сматра једним од најбољих сатиричних филмова икада.

## Улоге

### Главне улоге
- Ђан Марија Волонте — Лудовико „Лулу” Маса
- Маријанђела Мелато — Лидија
- Ђино Перниче — Синдикалац

### Споредне улоге
- Луиђи Диберти — Баси
- Салво Радоне — Милитина
- Донато Касталанета — Маркс
- Ђузепе Фортис — Вали
- Флавио Бучи — Операио